# Grand Theft Auto Double Pack
Grand Theft Auto Double Pack — совместное издание Grand Theft Auto III и Grand Theft Auto: Vice City от Rockstar Games. Впервые было выпущено 21 октября 2003 года в Северной Америке для консоли PlayStation 2. Версия для оригинального Xbox вышла 4 ноября и была разработана студией Rockstar Vienna. Она имела значительные графические улучшения по сравнению с версией для PlayStation 2, которая для издания Double Pack не претерпела никаких видимых изменений. 22 ноября 2005 года игры из Double Pack попали в список обратно совместимых с оригинального Xbox для Xbox 360, вследствие чего стал возможен их запуск на Xbox 360.

## Состав издания

### Grand Theft Auto III
Местом действия Grand Theft Auto III является Либерти-Сити, вымышленный город на Восточном побережье США, прототипом которого стал Нью-Йорк. Хронологически время событий игры происходят осенью 2001 года. Grand Theft Auto III вобрала в себя геймплейные элементы Body Harvest и комбинируя их с открытым миром серии Grand Theft Auto, создаёт уровень свободы, который беспрецедентным для игр начала 2000-х годов. Как и остальные игры серии, Grand Theft Auto III предоставляет игроку существенно нелинейный игровой процесс в открытом мире Либерти-Сити. Миссии предлагаемые игроку в зачастую делятся на две категории: основные и побочные. Проходя основные миссии и продвигаясь по сюжетной линии, открывая новые участки карты, игрок в любой момент может выбрать завершать их или заняться собственными делами на досуге. Кроме того, многие из миссий не являются обязательными. В качестве альтернативы, можно игнорировать основные сюжетные миссии и выполнять только побочные. Оружие в игре включает в себя огнестрельное оружие, взрывчатка и два вида рукопашной атаки (кулаки и бейсбольная бита).

### Grand Theft Auto: Vice City
Большинство игроков Grand Theft Auto: Vice City привлекает своей атмосферой, вдохновлённой американской культурой 1980-х годов. События происходят в 1986 году в Вайс-Сити, вымышленном городе образцом которого является Майами, а история вращаться вокруг члена мафии Томми Версетти, недавно вышедшего из тюрьмы. После неудачной сделки с наркодилерами, Томми ищет виновных, параллельно строя свою криминальную империю и захватывает власть в городе у других преступных организаций. Геймплей в игре характерный для серии Grand Theft Auto, однако, чтобы завершить сюжетную историю и открыть новые районы города игрок должен проходить основные и некоторые побочные миссии. Не находясь во время миссии, игрок может проводить свободное время как хочет, посещая различные части города. Как и в предыдущих играх серии, по всей территории карты разбросаны различные предметы, такие как оружие, скрытые пакеты и прочее. Одним из нововведений в игре, является способность игрока приобретать различную недвижимость по всему городу. Некоторые из них служат точками для сохранения, другие же являются бизнесом, которые приносят дополнительный доход игроку. Система оружия использованная в Grand Theft Auto: Vice City, является такой же как и в предыдущих играх серии, но была значительно расширена. По сравнению с 12 видами оружия в Grand Theft Auto III в Grand Theft Auto: Vice City количество оружия достигло 35 видов, но они разделены на 10 класс, а игрок разрешается переносить только один вид из каждого класса.

## Различия между версиями
Возможности Xbox позволили студии Rockstar Vienna, занимавшейся портированием сборника на консоль, внести в игры некоторые улучшения по сравнению с версиями для PlayStation 2. Мощное по своим временам оборудование консоли от Microsoft обеспечило поддержку лучшей графики: более детализированные модели с большим количеством полигонов; улучшение отражения и тени, просчитываемые в реальном времени; увеличенная дальность прорисовки; улучшенные погодные эффекты. Однако низкое экранное разрешение портированной версии игры снизило эффект использования улучшенных текстур. Наличие у Xbox жёсткого диска позволило использовать в качестве радиостанции в игре пользовательские аудиофайлы в формате WMA.

## Double Pack: Liberty City Stories & Vice City Stories
Grand Theft Auto Double Pack: Liberty City Stories & Vice City Stories — совместное издание Grand Theft Auto: Liberty City Stories и Grand Theft Auto: Vice City Stories, приквелов к Grand Theft Auto III и Grand Theft Auto: Vice City. Изначально издание было выпущено 23 июня 2009 года только для консолей PlayStation 2. Позднее, подобный пак появился для PlayStation Portable, а 19 апреля 2016 года вышел в магазине цифровой дистрибуции PlayStation Store для PlayStation 3 как «Классика PlayStation 2» (англ. PlayStation 2 Classics).

## Различия в изданиях на платформах
Версия сборника для PlayStation 2, подобно оригинальному Grand Theft Auto Double Pack, так же включает себя две игры в DVD-боксах, но упакованных в картонный бокс-сет, раскрывающийся аналогично диджипаку. В то же время издание для PlayStation Portable идёт в обычном бокс-сете с чёрной обложкой без артов, только с логотипами игр.

## Отзывы и критика
| Сводный рейтинг    | Сводный рейтинг | Сводный рейтинг |
| Издание            | Оценка          | Оценка          |
| Издание            | PS2             | Xbox            |
| ------------------ | --------------- | --------------- |
| GameRankings       | 95,50 %         | 94,60 %         |
| Metacritic         | Н/Д             | 96/100          |
| Иноязычные издания |                 |                 |
| Издание            | Оценка          | Оценка          |
| Издание            | PS2             | Xbox            |
| Eurogamer          | Н/Д             | 10/10           |
| GameSpot           | Н/Д             | 9,6/10          |
| GameSpy            | Н/Д             | [ 13 ]          |
| IGN                | 9,7/10          | 9,4/10          |
| OXM                | Н/Д             | 9,1/10          |